# Michel Chodźko
Michał Chodźko, né  en 1808 à Krzywicze et mort le 22 mai 1879 à Paris, est un écrivain et poète polonais.

## Biographie
Michał est le fils de Jan et de Klara Korsak. Il étudie à l'Université de Vilnius.
Il participe à l'insurrection polonaise de 1830. Après son échec, il s'exile à Paris avec ses frères Aleksander et Józef.
En 1842, il épouse Marie Eugénie Kontska. Leur fils Jan Władysław (1852-1912) embrassera une carrière militaire et la Légion d'honneur lui sera accordée.
Michał Chodźko est mort chez lui, Rue Nollet à l'âge de 71 ans.

## Œuvres
- Dziesięć obrazów z wyprawy do Polski 1833 r.: 1834–1835: poema z muzyką do dwóch pieśni, i czterema portretami, Paris, 1841,
- Dwa akty, Paris, 1845.
- Szymon Konarski. Obr. 1, Śmierć xiędza Trynkowskiego : poema dramatyczne, Paris, 1845.
- Oni, to my: wiersz, Paris, 1848.
- Siedm listów o legionie polskim we Włoszech, Paris, 1850.
- Kongres i amnestya, Paris, 1856.
- Jezioro cudów: poemat chrześcijański, Paris, 1857.
- Noc pielgrzyma: urywek z poematu ducha, Paris, 1861.
- Adam Mickiewicz i legion polski we Włoszech: czterdziestego ósmego lata wspomnienie, Paris, 1862.
- Żywot Rajmónda Rembielińskiego, Paris, 1862.
- Zapowiedź poematu nowego Człowiek wobec Boga i przyrody tomów II; Legenda o Madeju z XVI stólecia ofiarowana dla dorastającego pokolenia, Paris, 1876.